# Supercoupe de France féminine de volley-ball 2019
Navigation
Mulhouse 2017 Chaumont 2021
La Supercoupe de France féminine de volley-ball 2019 est la 4e édition de la Supercoupe de France et se dispute le 27 septembre 2019 au palais des Victoires, à Cannes.
La rencontre oppose le Racing Club de Cannes, vainqueur du championnat de France 2018-2019, au Saint-Raphaël Var Volley-Ball, vainqueur de la Coupe de France 2018-2019.

## Format
La compétition se dispute sur un match simple de 3 sets gagnants (set de 25 points, 2 points d’écart, tie-break en 15 points).

## Finale
Les Cannoises, championnes de France en titre, remportent à domicile leur premier titre dans la compétition.